# 미엘린소프트
미엘린소프트는 2018년 12월에 설립된 회사로 기업용 비즈니스 웹 모바일 플랫폼 구축 전문 기업이다.

## 주요제품
- 플랫폼 제작: 플랫폼 제작[1]

## 연혁
- 2018. 12 미엘린소프트 법인 설립
- 2019. 01 와이더플래닛 트래킹태그 설치 및 QA 업무 제휴
- 2019. 08 한국전력 송전선로 고장신고 앱 개발
- 2019. 10 기업부설연구소 설립
- 2020. 04 한국전력공사 굴착알리미 앱 개발
- 2020. 11 LGU+ DX라이브러리 플랫폼 개발
- 2021. 07 삼성전자서비스 사내 커뮤니티 사이트 개발
- 2022. 07 삼성전자판매 사내 커뮤니티 사이트 개발
- 2022. 10 벤처인증
- 2023. 11 LGU+ NICS 외부 정보 수집 분석 시스템 개발